# Natskyggefamilien
Natskyggefamilien (Solanaceae) er en familie af tokimbladede urter, hvoraf mange er giftige. Alle familiens medlemmer indeholder i større eller mindre grad giftige alkaloider – først og fremmest solanin. 
Naturligt forekommende i Danmark forefindes sort natskygge og bittersød natskygge.

## Kommercielt vigtige afgrøder
Flere af familiens medlemmer er kommercielt vigtige afgrøder, eksempelvis tomat, kartoffel, paprika, peberfrugt, chili, tobak, natskygge  og petunia.

## Ydre systematik
Arterne i natskygge-familien tilhører natskygge-ordenen, hvor de danner en søstergruppe i forhold til snerle-familien. Disse to familier danner tilsammen en monofyletisk gruppe, der er søster til familierne hydroleaceae, sphenocleaceae og montiniaceae.
|  | Natskygge-familien |
|  |                    |
|  | Snerle-familien    |
|  |                    |

|  | Sphenocleaceae                 |
|  |                                |
|  | \| \| Hydroleaceae \| \| \| \| |
|  |                                |
|  | Hydroleaceae                   |
|  |                                |

|  | Hydroleaceae |
|  |              |

|  | Sphenocleaceae                 |
|  |                                |
|  | \| \| Hydroleaceae \| \| \| \| |
|  |                                |
|  | Hydroleaceae                   |
|  |                                |

|  | Hydroleaceae |
|  |              |

|  | Natskygge-familien |
|  |                    |
|  | Snerle-familien    |
|  |                    |

|  | Sphenocleaceae                 |
|  |                                |
|  | \| \| Hydroleaceae \| \| \| \| |
|  |                                |
|  | Hydroleaceae                   |
|  |                                |

|  | Hydroleaceae |
|  |              |

|  | Sphenocleaceae                 |
|  |                                |
|  | \| \| Hydroleaceae \| \| \| \| |
|  |                                |
|  | Hydroleaceae                   |
|  |                                |

|  | Hydroleaceae |
|  |              |

Kladogrammet er opstillet efter 
| Slægter |

- Acnistus
- Althenaea
- Anisodus
- Anthocercis
- Anthotroche
- Archiphysalis

- Atropa (med bl.a. Galnebær)
- Atropanthe
- Benthamiella
- Bouchetia
- Brachistus
- Browallia
- Engletrompet (Brugmansia)
- Regntræ (Brunfelsia)
- Calibrachoa
- Paprika (Capsicum)
- Hammerbusk (Cestrum)
- Chamaesaracha
- Combera
- Crenidium
- Cuatresia
- Cyphanthera
- Cyphomandra
- Pigæble (Datura)
- Deprea
- Discopodium
- Duboisia
- Dunalia
- Dyssochroma
- Ectozma
- Exodeconus
- Fabiana
- Grabowskia
- Grammosolen
- Hawkesiophyton
- Heteranthia
- Hunzikeria
- Bulmeurt (Hyoscyamus)
- Iochroma
- Jaborosa
- Jaltomata
- Juanulloa
- Latua
- Leptoglossis
- Leucophysalis
- Lycianthes
- Bukketorn (Lycium)
- Lycopersicon, se Natskygge
- Alrune (Mandragora)
- Margaranthus
- Markea
- Melananthus
- Mellissia
- Merinthopodium
- Metternichia
- Nectouxia
- Kantbæger (Nicandra)
- Tobak (Nicotiana)
- Nierembergia
- Nothocestrum
- Oryctes
- Pantacantha
- Parabouchetia
- Pauia
- Petunia
- Phrodus
- Blærebæger (Physalis)
- Physochlaina
- Plowmania
- Protoschwenckia
- Przewalskia
- Quincula
- Rahowardiana
- Reyesia
- Salpichroa
- Salpiglossis (med bl.a. trompettunge)
- Saracha
- Schizanthus (med bl.a. fattigmandsorkidé)
- Schultesianthus
- Schwenckia
- Sclerophylax
- Skopolaminurt (Scopolia)
- Sessea
- Sesseopsis
- Solandra
- Natskygge (Solanum)
- Marmeladebusk (Streptosolen)
- Symonanthus
- Trianaea
- Triguera
- Tubocapsicum
- Vassobia
- Vestia
- Withania
- Witheringia